# Canoa Alto
Canoa Alto es un caserío peruano ubicado en el distrito de Paramonga, perteneciente a la provincia de Barranca del departamento de Lima, en la costa central del Perú. 

## Ubicación
Canoa Alto se ubica al noroeste de la provincia de Barranca, en el distrito de Paramonga, en el departamento de Lima.

## Demografía
En 2017 Canoa Alto tenía una población de 147 habitantes.
| Gráfica de evolución demográfica de Canoa Alto entre 1993 y 2017 |
|                                                                  |
| Fuentes: Población 1993 y 2017                                   |